# Никитин, Михаил Павлович
Михаил Павлович Никитин (17 октября 1879 ― 22 января 1937) ― советский учёный, невропатолог, доктор медицинских наук, профессор, заведующий кафедрой нервных болезней Петербургского женского медицинского института (1915-1918), заведующий кафедрой нервных болезней Первого Ленинградского медицинского института (1918-1937).

## Биография
Михаил Павлович Никитин родился 17 октября 1879 года в городе Рыбинске Ярославской губернии в семье мещанина.
В 1902 году завершил обучение в Военно-медицинской академии. Трудоустроился работать в клинике нервных и душевных болезней под руководством В. М. Бехтерева. В 1905 году успешно защитил диссертацию на соискание степени доктора медицинских наук, на тему: "О влиянии головного мозга на функции молочной железы". 
С 1910 по 1913 годы проходил стажировку в клиниках и лабораториях М. Бильшовского, М. Нонне, Г. Оппенгейма, А. Штрюмпелля. С 1915 по 1918 годы был заведующим кафедрой нервных болезней Петербургского женского медицинского института, с 1918 по 1937 годы работал в должности заведующего кафедрой нервных болезней Первого Ленинградского медицинского института.
Является автором свыше 50 научных работ, которые были посвящены изучению и исследованию проводящих систем мозга в норме и патологии, спинальным поражениям травматического происхождения, вопросам нейроонкологии. Он уточнил ход волокон задних корешков спинного мозга в 1913 году. В 1912 году описал перекрёстный рефлекс на приводящие мышцы бедра, припадки при поражении зрительного бугра. Провёл анализ и на основании клинико-анатомического сопоставления в 1931 году дал новое толкование патогенеза гемибаллизма.
Активный участник медицинского сообщества. Участник организации первого в СССР стационара для хирургического лечения нервных заболеваний. Являлся заместителем председателя, а с 1931 года председателем Ленинградского научного общества невропатологов.
Умер в Ленинграде 22 января 1937 года. Похоронен на Никольском кладбище на территории Александро-Невской лавры.

## Научная деятельность
Труды, монографии:
- Никитин М.П. К вопросу о кликушестве, Обозр. психиат., № 9, с. 656, 1903;
- Никитин М.П. Клонус стопы функционального происхождения, Обозр. психиат., № 10, с. 596, 1910;
- Никитин М.П. К клинической картине припадков при поражениях зрительного бугра, Рус. врач, т. 11, № 38, с. 1534, 1912;
- Никитин М.П. К вопросу о ходе волокон задних корешков спинного мозга, Обозр. психиат., Ле 4-5, с. 255, 1913;
- Никитин М.П. К вопросу о влиянии применяемых германцами удушливых газов на нервную систему, Рте. врач, т. 12, До 47, с. 1105, 1915;
- Никитин М.П. К вопросу о заболеваниях спинного мозга травматического происхождения, Психиат. газ., № 17, с. 343, 1916;
- Никитин М.П. К диагностике опухолей височной доли мозга, Журн. совр. хир., т. 2, в. 5(11), с. 831, 1927;
- Никитин М.П. Современная германская невропатология, Совр. психоневрол., т. 7, Jsfb 9(41), с. 110, 1928;
- Никитин М.П. Об одной своеобразной форме миопатии, Обозр. психиат., № 1, с. 36, 1929;
- Никитин М.П. Наблюдения в области диагностики опухолей головного мозга, Журн. невропат. и психиат., ЛЧЪ 6, с. 35, 1931.